# Péter Olajos
Péter Olajos (ur. 18 kwietnia 1968 w Budapeszcie) – węgierski polityk, parlamentarzysta krajowy, od 2004 do 2009 deputowany do Parlamentu Europejskiego.

## Życiorys
Studiował na Uniwersytecie Panońskim w Veszprémie i budapeszteńskiej politechnice. Pracował w administracji Zgromadzenia Narodowego i strukturach Węgierskiego Forum Demokratycznego (MDF). Od 1996 do 2004 stał na czele partyjnego biura integracji z UE. Był też członkiem rady powierniczej publicznego radia.
W 2004 z listy MDF uzyskał mandat deputowanego do Parlamentu Europejskiego. W VI kadencji PE był członkiem Komisji Ochrony Środowiska Naturalnego, Zdrowia Publicznego i Bezpieczeństwa Żywności oraz grupy EPP-ED. W 2009 nie uzyskał partyjnej rekomendacji, by objąć pierwsze miejsce na liście. Ubiegał się bez powodzenia o reelekcję z ramienia Fideszu.
W latach 2010–2012 był zastępcą sekretarza stanu odpowiedzialnym za rozwój gospodarki ekologicznej i politykę klimatyczną. Później został prezesem przedsiębiorstwa zajmującego się doradztwem w zakresie ekologii i energetyki.